# Мечи остров
Мечи остров (на норвежки: Bjørnøya – Бьорньоя) е най-южният остров от архипелага Шпицберген в територията Свалбард на Норвегия.
Има площ 178 km2. Разположен е на около 235 km южно от остров Западен Шпицберген и към 400 km северно от нос Нуркап, Норвегия, на материка.
Мечият остров е открит на 10 юни 1596 г. от холандските мореплаватели Вилем Баренц и Якоб ван Хемскерк. Нарекли са острова така, защото видели край бреговете му плаваща бяла мечка, която се опитвала да се покатери на кораба. Дотогава холандците не били виждали бели мечки.